# Colonisation des lunes de Jupiter
 (février 2017).
Si vous disposez d'ouvrages ou d'articles de référence ou si vous connaissez des sites web de qualité traitant du thème abordé ici, merci de compléter l'article en donnant les références utiles à sa vérifiabilité et en les liant à la section « Notes et références ».

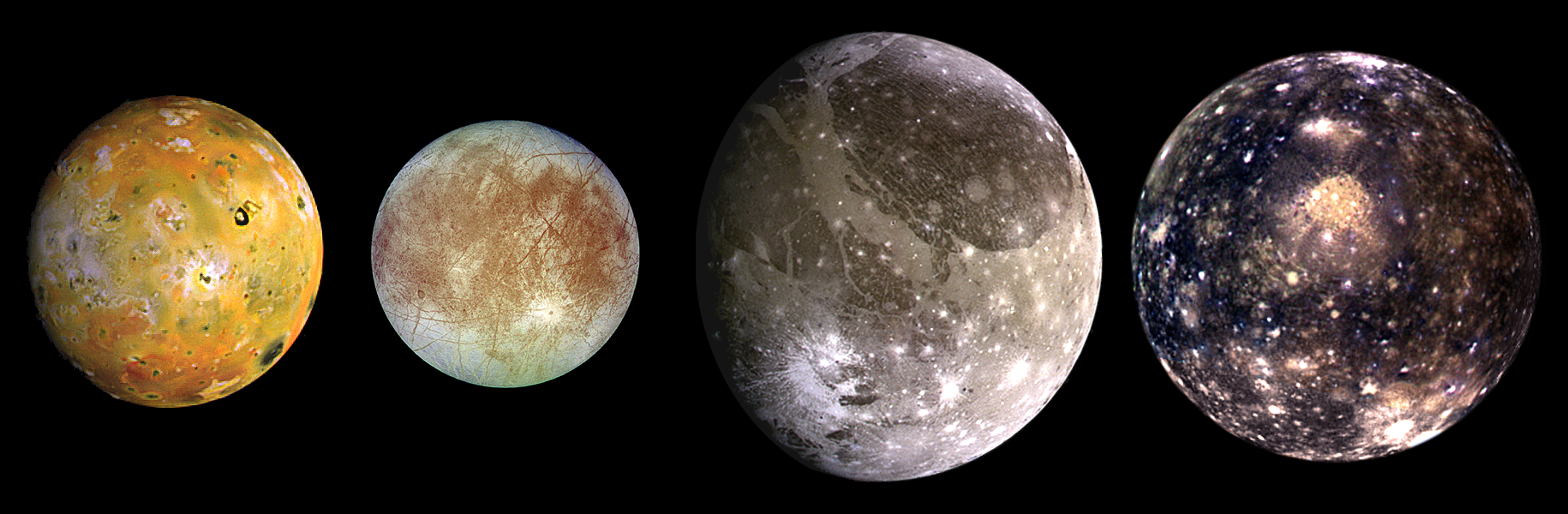
Lunes galiléennes : Io, Europe, Ganymède et Callisto

Les satellites de Jupiter, ou plus précisément satellites naturels de la planète Jupiter sont des candidats potentiels pour la colonisation de l'espace. En date du 30 janvier 2012, on a confirmé 67 lunes connues de Jupiter; c'est le plus grand nombre de satellites ouverts de toutes les planètes du système solaire. En outre, Jupiter possède un système d'anneaux. Trois lunes de Jupiter, Europe, Ganymède et Callisto, sont les principaux candidats à la colonisation du système solaire, avec Mars, Vénus, la Lune, Mercure et la ceinture d'astéroïdes dans laquelle se situe Cérès, Pallas, Junon, Vesta, Astrée, Hébé, etc.

## Satellites deJupiter
| Lune     | rem/jour | Dose maximale annuelle (50 mSv) reçue en | Probabilité de décès de 50 % dans les 30 jours au bout de | Probabilité de décès de 100 % dans les 7 jours au bout de |
| -------- | -------- | ---------------------------------------- | --------------------------------------------------------- | --------------------------------------------------------- |
| Io       | 3600     | 2 minutes                                | 2 heures                                                  | 6,67 heures                                               |
| Europe   | 540      | 13 minutes                               | 13 heures                                                 | 44 heures                                                 |
| Ganymède | 8        | 15 heures                                | 37 jours                                                  |                                                           |
| Callisto | 0,01     | 1,37 ans                                 |                                                           |                                                           |
| Terre    | 0,002    | 7 ans                                    |                                                           |                                                           |

### Io

Composition du satellite de Jupiter, appelé Io.

Io est une lune inhospitalière de Jupiter : 
- Radioactivité particulièrement élevée due à la magnétosphère de Jupiter (probabilité de décès de 100 % au bout de 6 heures d'exposition)
- Atmosphère très peu dense (moins d'un milliardième de celle de la Terre) constituée principalement de dioxyde de soufre
- Température moyenne de −170 °C
- Faible ensoleillement
- Agitation sismique importante : la croûte de la planète se soulève de 100 mètres sous l'effet des forces de marée générées par Jupiter
- Activité volcanique intense (la plus importante du système solaire)

### Europe

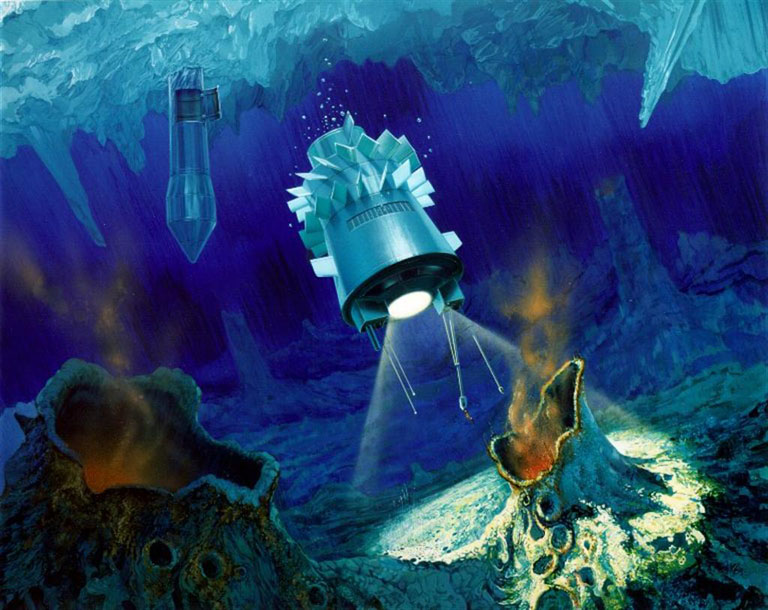
Vue d'artiste d'un cryobot et d'un hydrobot dans l'hypothétique océan d'Europe.

Le Projet Artemis (en) (Artemis Project) a conçu un plan pour coloniser Europe. Des scientifiques vivraient dans des igloos et foreraient la croûte glaciaire d'Europe, explorant son océan souterrain. Ce projet envisagerait également l'utilisation de poches d'air (naturelles s'il en existe, ou créées) pour l'habitat humain. Cette base de surface sur Europe utiliserait également des structures gonflables. L'exploration d'Europe et de son océan souterrain serait effectuée par des sous-marins.
Un problème important est le haut niveau de radiation de la ceinture de radiation de Jupiter, qui est approximativement 10 fois plus élevé que la ceinture terrestre de radiations de Van Allen. Un être humain ne survivrait pas longtemps sur ou à proximité de la surface d'Europe sans une très grande protection anti-radiations.

### Ganymède
Dans un futur éloigné, la lune Ganymède pourrait recevoir l'installation d'une base, étant donné qu'elle est la plus grande lune du Système solaire. Ganymède est également la seule lune possédant une magnétosphère.

### Callisto

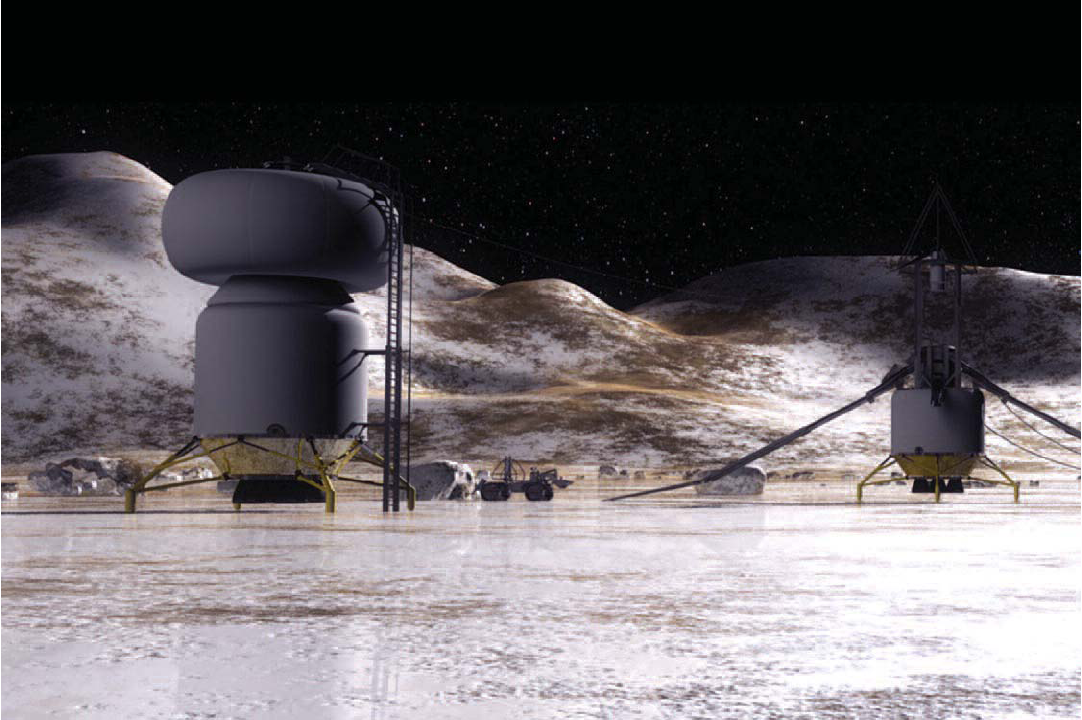
Vue d'artiste d'une base sur Callisto, dessinée par la NASA.

La NASA a effectué une étude nommée HOPE (Revolutionary Concepts for Human Outer Planet Exploration, Concepts Révolutionnaires pour l'Exploration Humaine de Planètes Externes) concernant l'exploration future du Système solaire. La cible choisie était Callisto. De là, il serait possible de construire une base en surface qui produirait du carburant pour explorer le système solaire.

## Astéroïdes troyens
En 2006, l'observatoire des télescopes Keck a annoncé que l'astéroïde troyen (617) Patrocle et probablement un grand nombre d'autres objets troyens dans l'orbite de Jupiter, sont probablement composés d'eau glacée, avec une couche de poussière.